# Березино (град)
Березино (на беларуски: Беразіно; на руски: Березино) е град в Беларус, административен център на Березински район, Минска област. Изграден на двата бряга на река Березина, на около 100 km източно от Минск. Населението на града е 11 450 души (по преброяване от 1 януари 2021 г.).

## История
За пръв път селището е упоменато през 1501 година като част от Великото литовско княжество. По време на Руско-полската война (1654-1667) е завзет от руски войски, но след войната остава в пределите на Жечпосполита. Влиза в състава на Руската империя след Втората подялба на Жечпосполита през 1793 г. Селището е център на обширно имение, влядяно от полско-руската дворянска фамилия Потоцки до национализацията от 1917 г. През 19 век в селището и околността се заселва значима еврейска общност. По време на Втората световна война е под нацистка окупация (3 юли 1941 до 3 юли 1944). През 1968 година получава статут на град в състава на Беларуската ССР. 

## Родени
- Александър Парвус (1867-1924) - деец на руското и германското революционно движение
- Хана Ровина (1888-1980) - руска, съветска (до 1928) и израелска театрална актриса